# David Oppenheimer
David ben Abraham Oppenheimer, hebrejsky רבי דוד בן אברהם אופנהיים (červen 1664 ve Wormsu – 12. září 1736 v Praze) byl pražský vrchní rabín, zemský rabín moravský a český, velký znalec Talmudu a vášnivý bibliofil.

## Život
David Oppenheimer se narodil v německém Wormsu do zámožné rodiny, jeho otec Abraham zde byl vedoucím představitelem židovské obce. V mládí byl žákem rabína Gersona Ulifa v Metách, jehož literární odkaz publikoval, studoval také u Já'akova Sacka, otce Chachama Cviho (a tedy dědečka Já'akova Emdena). Jeho strýcem byl Samuel Oppenheimer, tzv. "dvorní Žid" a císařský dodavatel pro rakouskou armádu v rakousko-tureckých válkách.
Oppenheimer se roku 1686 stal rabínem a již o čtyři roky později, v roce 1690 byl v pouhých 26 letech zvolen rovnou zemským rabínem (landesrabbiner) moravským se sídlem v Mikulově. Roku 1702 pak byl jmenován vrchním pražským rabínem. Císařským výnosem z roku 1718 byl povýšen do úřadu vrchního zemského rabína českého a moravského a obě funkce vykonával až do své smrti z Prahy.
V roce 1701 byl Oppenheim také jmenován "knížetem země izraelské" ("Nasí Érec Jisra'el"), později i rabínem Jeruzaléma, což bylo bezpochyby vyjádření díků a uznání podpory tamní v té době nepočetné, avšak symbolicky nesmírně důležité židovské komunity; především za jeho finanční zásluhy, z velké míry spolurealizované právě se strýcem Samuelem z Vídně.
Taktéž díky strýcově štědré finanční podpoře byla za Oppenheimerova rabinátu v Židovském ghettu po ničivém požáru Prahy v roce 1689 vystavena honosná barokní Klausová synagóga, dodnes jedna z největších v Čechách. Na finanční podporu Samuela Oppenheimera dodnes upomíná dedikační nápis na svatoschráně na Tóru.
Za svého života se mu podařilo shromáždit obrovské množství hebrejských a jidiš knih, jeho knihovna čítala asi 8000 svazků (asi 7000 výtisků a asi 1000 rukopisů) a patřila tak ve své době k nejrozsáhlejším sbírkám tohoto druhu v Evropě. Tento počin by opět nebyl možný bez podpory štědrého strýce Samuela; část knih pro něj během osmanské kampaně obstaral jakožto válečnou kořist samotný princ Evžen Savojský. Drtivá většina tzv. "Oppenheimerovy sbírky" byla po jeho smrti prodána do univerzitní knihovny v anglickém Oxfordu, kde dodnes tvoří základ zdejší judaistické sbírky.
Je autorem asi dvaceti knih zabývajících se zejména halachou a aggadou, včetně nejznámějšího díla, svazku rabínských responzí s názvem נשאל דוד "Nešal David" - "Tázali se Davida".
Rabín David Oppenheim patří vedle rabiho Löwa, Jom Tov Lipmanna Hellera, Kli Jakara či Jechezkela Landaua k nejvýznamnějším rabínských osobnostem Čech a Moravy, jehož dílo a odkaz je dodnes celosvětově ceněno a studováno.
Jeho hrob se nachází na Starém židovském hřbitově v Praze-Josefově. Náhrobní kámen byl v roce 1978 restaurován.